# Legea privind cooperarea judiciară internațională în materie penală
Legea 302/2004 privind cooperarea judiciară internațională în materie penală este o lege penală din România ce privește regimul juridic al cooperării internaționale în materie penală dintre statul român și oricare alt stat.

## Obiect
Legea are drept obiect extrădarea, predarea în baza unui mandat european de arestare, transferul de proceduri în materie penală, recunoașterea și executarea hotărârilor, transferarea persoanelor condamnate, asistența judiciară în materie penală, și alte forme de cooperare națională în materie judiciară penală.
Legea nu se aplică modalităților concrete în care diferitele sisteme de poliție pot coopera, atâta timp cât acestea nu se află sub control judiciar.

## Importanță
În plan extern, legea a reprezentat un pas important în integrarea României atât în NATO, cât și în Uniunea Europeană. Aceasta a fost adoptată la doar două luni de la intrarea României în NATO și a dus mai departe statul român pe drumul său de integrare europeană. Legea reprezintă fundamentul pentru lupta comună împotriva infracțiunilor internaționale.
În plan intern, legea a reprezentat unul dintre fundamentele pregătitoare pentru adoptarea noului Cod penal.